# Distrito de Congalla

Localización de la provincia de Angaraes en Huancavelica.

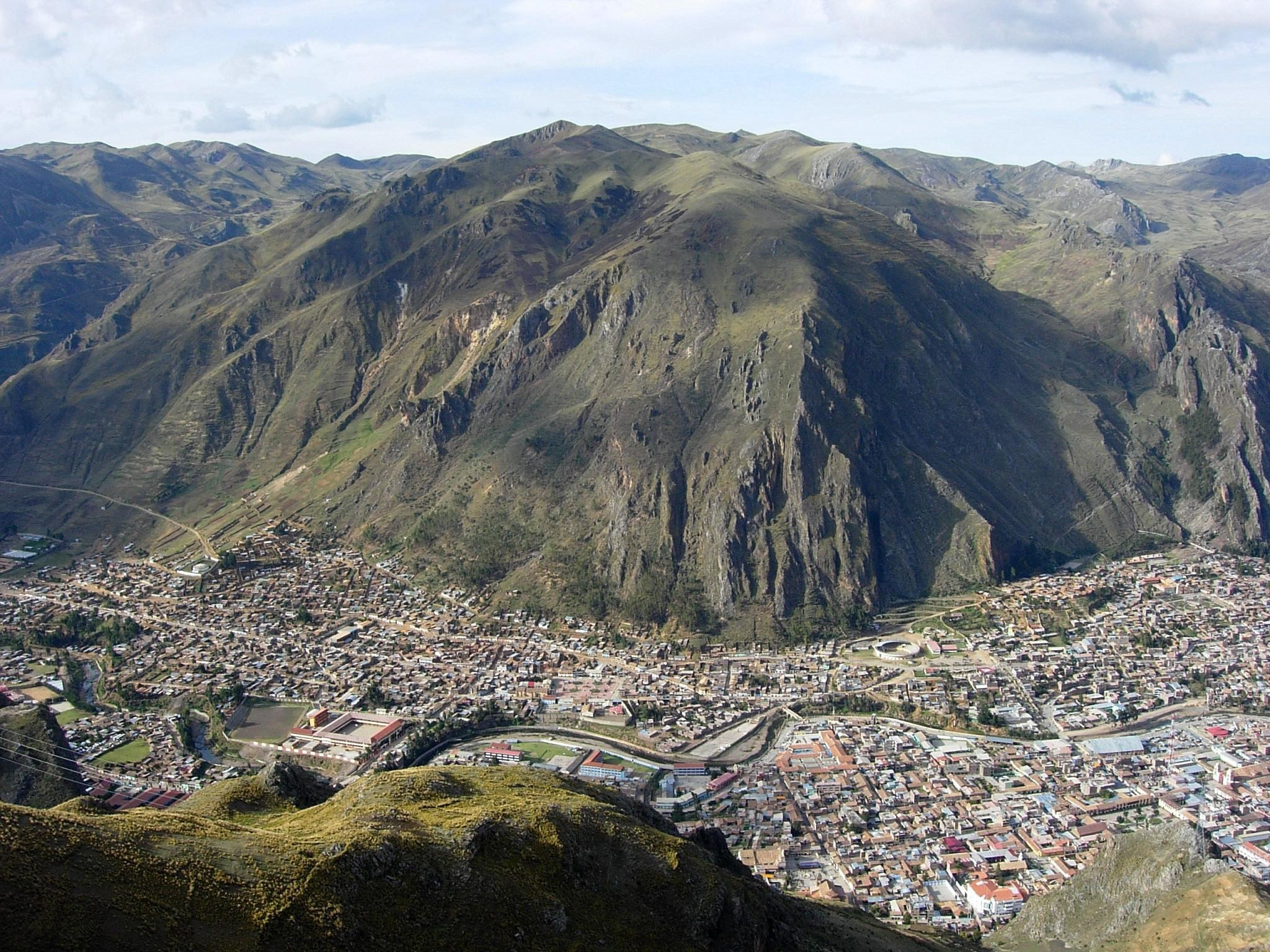
Panorámica de Huancavelica.

El Distrito peruano de Congalla es uno de los 12 distritos de la Provincia de Angaraes, ubicada en el Departamento de Huancavelica, bajo la administración del Gobierno regional de Huancavelica, Perú.

## Historia
El distrito fue creado mediante Ley N.º 9368 del 3 de septiembre de 1941, en el primer gobierno del Presidente Manuel Prado Ugarteche.

## Geografía
El distrito de Congalla se ubica al noreste de la ciudad de Lircay en la región central del Perú, entre las coordenadas UTM 8531 km N, - 8583 km N y 509 km E - 579.3 km E
Altitud3523 m s. n. m.
Latitud sur12º 57’ 03”
Longitud este74° 29’ 2”
Superficie1215,64 km².

## Límites
Sus límites son:
- por el este, con la distrito de Julcamarca;
- por el oeste, con el distrito de Huanca-Huanca;
- por el sur, con distrito de Seclla;
- por el norte, con el provincia de Acobamba.

## División político-administrativa
Está conformado por centros poblados menores, anexos, caseríos y unidades agropecuarias.
- 4 centros poblados menores: Chaynabamba, Yunyaccasa, Lircayccasa, Carcosi.
- 21 anexos: Aleluya, Atoccpampa, Azafrán, Ccenuacancha, Ccopo, Jatun suyuy, Lircay ccasa, Lirio, Orccocorral, Patacancha, Sallayocc, San Miguel, Tonso, Topccaccasa, Totora, Yunya pampa o Mampa.
- 10 caseríos: Ccanccayllo, Ccochapata, Chacacchuaccta, Leocio Prado, Nunya Pampa Huasi, Piscapato, Potaccja, Villa Unión, Yutopuquio.

### Unidad agropecuaria
Acahuasi, Accoilla, Acero cucho, Armana ccasa, Collpatasa, Gilangona, Huaccoro, Huaranccayocc, Huayan, Ichupampa, Limlima, Maray, Marccare, Monongayocc, Occoroy, Pacharaccana, Paltarumi, Pechiulla, Pococancha, Pomaranra, Quishuar, Rampac, Rontuscucho, Sachayocc, Sallal, Saño, Sisapata, Soytocco, Tororumi, Tuclle, Uchpanca, Yanacocha.

## Arquitectura
El distrito de Congalla conserva su arquitectura colonial en su plaza de armas "Juan Velasco Alvarado", sus templos y casonas, probablemente los más antiguos de la América española, considerados monumentos coloniales de la nación.

### Plaza de armas
De forma cuadrada, única en el distrito por su gran tamaño y sus arquerías o “portales de piedra” que sostienen corredores a manera de balcones. Al centro su hermoso parque.
Al contorno están los locales de la Municipalidad del distrito, juez de paz, gobernación, Demuna, puesto policial y las tiendas comerciales.

### Iglesia
Tienen adornos en su fachada, en sus interiores son verdaderos museos de Arte, con retablos o altares de madera, estilo Barroco dorados con pan de oro, con gran profusión de esculturas y pinturas de los siglos XVI, XVII, XVIII, que a decir de los entendidos son admirables por su belleza, originalidad y antigüedad.

### Casonas coloniales
Las mansiones coloniales se caracterizan por sus portadas con arcos de medio punto coronados en el Frontis con una cruz o por un escudo nobiliario; sus anchas y pesadas puertas de madera tachonadas con botones, mascarones y aldabas de bronce.

### Mirador Cerro San Cristóbal
En el lugar hay evidencias de las viviendas hechas a base de piedra y barro de forma circular fueron identificados en el mismo cima del cerro antes llamado chachas pata de cantería o roca tranquila y consta un aproximado de 10 viviendas, se dan hipótesis que las viviendas servían solo para pasar la noche:
- Los construyeron como estrategia para defenderse de los ataques de los incas.
- Para poder controlar y observar el progreso de su población albergada 300 a 500 habitantes aproximadamente.

Y por otro lado, más abajo del cerro, se encuentra una cueva que posiblemente haya sido para esconderse, y para tener a los prisioneros de la lucha.

## Autoridades

### Municipales
- 2023 - 2026[3]
  - Alcalde: ABG.Erik Dante Sànchez Laurente , del Movimiento AYNI.
  - Regidores:

  1. Severo Sullca Huayanay (Movimiento Independiente de Campesinos y Profesionales)
  2. Celestino Arche Quispe (Movimiento Independiente de Campesinos y Profesionales)
  3. Nilson Cabrera Sánchez (Movimiento Independiente de Campesinos y Profesionales)
  4. Flora Sullca Cajahuamán (Movimiento Independiente de Campesinos y Profesionales)
  5. Amadeo Huamán Ccahuana (Movimiento Regional Ayni)

Alcaldes anteriores
- 2011-2014:[4] Teodoro Huanachín Pomatay, Proyecto Integracionista de Comunidades Organizadas (PICO).